# Phalloceros heptaktinos
Espèce
Synonymes
Phalloceros heptaktinos est une espèce de poisson du genre Phalloceros et de la famille des Poeciliidae.

## Étymologie
Phalloceros : du grec phallos = pénis et du grec keras = corne ; heptaktinos : dérivé du grec « hepta » (sept) et « aktinos » (rayons), se référant au nombre de rayons de la nageoire dorsale chez les femelles.

## Répartition géographique
Cette espèce est endémique d'Amérique du Sud: connu seulement du tributaire de "Arroio dos Ratos" du bassin "Jacuí" dans le "Rio Grande do Sul" au Brésil.